# Wywierzysko

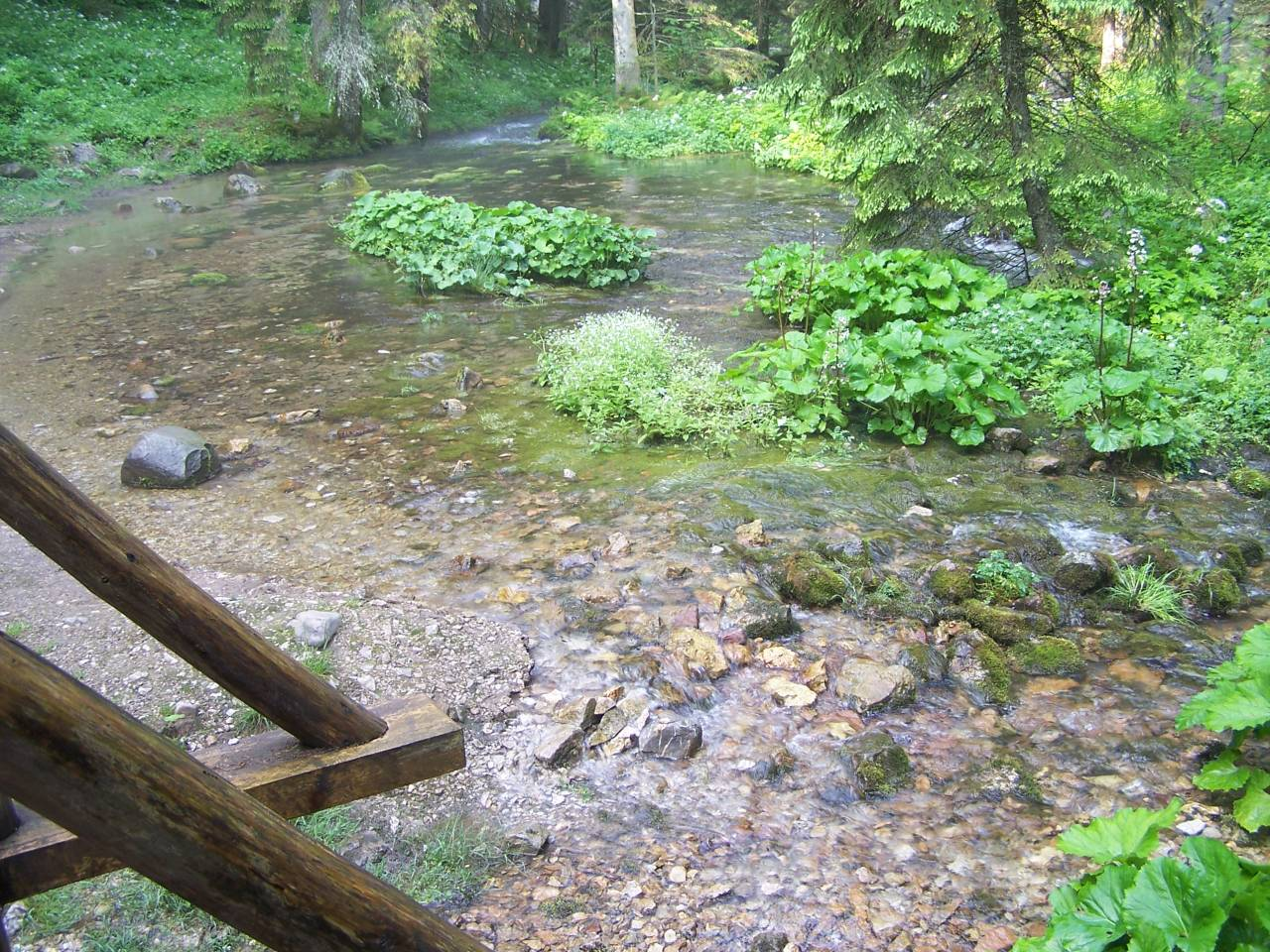
Wywierzysko Lodowe Źródło w Dolinie Kościeliskiej, w Tatrach Zachodnich

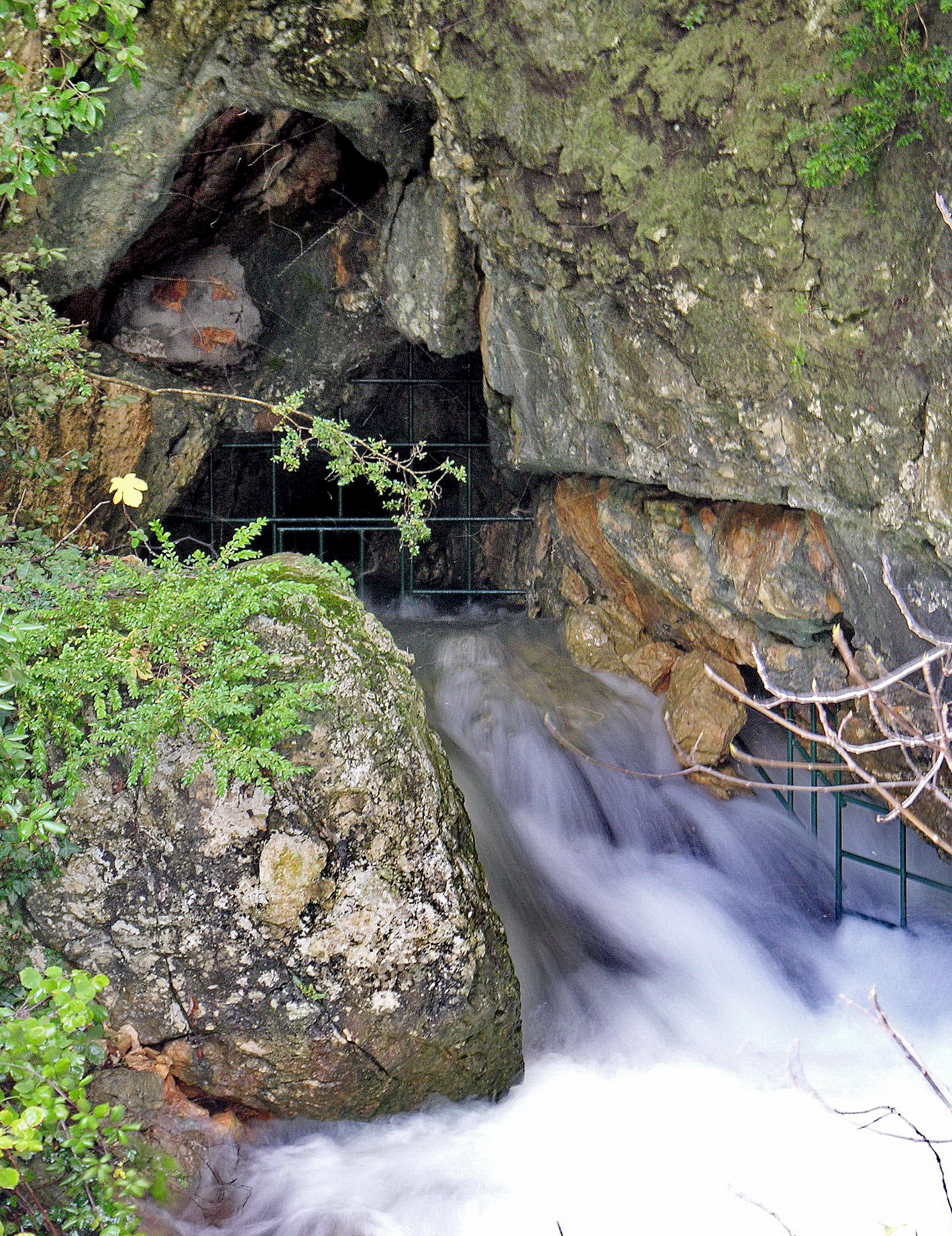
Duże źródło reokrenowe

Wywierzysko, reokren – typ bardzo wydajnego źródła krasowego. Najczęściej występuje w regionach górskich. Jest to przeważnie źródło typu wokluzyjskiego (od nazwy francuskiej miejscowości – Fontaine-de-Vaucluse) – nazwa źródła, w którym wypływają na powierzchnię wody podziemne na obszarach krasowych. Wydajność takiego źródła może być znaczna; jeśli jest mniejsza od ilości wody wpływającej do ponoru (wchłonu), wówczas mówimy o ujemnym bilansie zlewni. 
Przykładami wywierzysk są Lodowe Źródło w Dolinie Kościeliskiej oraz wywierzyska Chochołowskie, Bystrej, Goryczkowe i Olczyskie w Tatrach, a także Siedem Źródeł na Górze Świętej Anny.
Wywierzyska bywają mylone z wypływem krasowym, którego przykładem jest Wypływ spod Pisanej w Tatrach, w Dolinie Kościeliskiej. 
Rzadko w Polsce spotykany rodzaj wywierzyska wypływającego w jaskini znajduje się w rezerwacie przyrody Zimny Dół.
Wywierzyska zasiedlane są przez gatunki związane z wodami podziemnymi oraz strumieniami czy potokami. Organizmy występujące w reokrenach to: krenobionty i krenofile. 
Wywierzyska są elementem jaskiniowego systemu wód krasowych. Są wykorzystywane przy nurkowaniu jaskiniowym. W Polsce są tylko dwa nadające się do tego celu: w Jaskini Kasprowej Niżnej i Wywierzysku Bystrej. 